# Гургенидзе, Давид Антонович
Дави́д Анто́нович Гургени́дзе (26 сентября 1953, Сагареджо) — грузинский, ранее советский, шахматный композитор, гроссмейстер по шахматной композиции (1990). Инженер. С 1970 опубликовал около 200 этюдов, 90 из них удостоены призов (в том числе 34 первых). Победитель 13-го (1981) и 16-го (1985), 2-й призёр 12-го (1976) и 14-го (1983) личных чемпионатов СССР. Чемпион мира по шахматной композиции 1998—2000 годов (раздел этюдов); на двух последующих мировых конкурсах по шахматной композиции его этюды завоевали две бронзовые медали.
Наибольших успехов достиг в этюдах, построенных на борьбе ладей с пешками.

## Избранные композиции
|   | a                                                                                      | b                                                                                      | c                                                                                      | d                                                                                      | e                                                                                      | f                                                                                      | g                                                                                      | h                                                                                      |   |
| - | -------------------------------------------------------------------------------------- | -------------------------------------------------------------------------------------- | -------------------------------------------------------------------------------------- | -------------------------------------------------------------------------------------- | -------------------------------------------------------------------------------------- | -------------------------------------------------------------------------------------- | -------------------------------------------------------------------------------------- | -------------------------------------------------------------------------------------- | - |
| 8 | h8 чёрная ладья · c7 белая ладья · g6 белая пешка · a2 белый король · g1 чёрный король | h8 чёрная ладья · c7 белая ладья · g6 белая пешка · a2 белый король · g1 чёрный король | h8 чёрная ладья · c7 белая ладья · g6 белая пешка · a2 белый король · g1 чёрный король | h8 чёрная ладья · c7 белая ладья · g6 белая пешка · a2 белый король · g1 чёрный король | h8 чёрная ладья · c7 белая ладья · g6 белая пешка · a2 белый король · g1 чёрный король | h8 чёрная ладья · c7 белая ладья · g6 белая пешка · a2 белый король · g1 чёрный король | h8 чёрная ладья · c7 белая ладья · g6 белая пешка · a2 белый король · g1 чёрный король | h8 чёрная ладья · c7 белая ладья · g6 белая пешка · a2 белый король · g1 чёрный король | 8 |
| 7 | h8 чёрная ладья · c7 белая ладья · g6 белая пешка · a2 белый король · g1 чёрный король | h8 чёрная ладья · c7 белая ладья · g6 белая пешка · a2 белый король · g1 чёрный король | h8 чёрная ладья · c7 белая ладья · g6 белая пешка · a2 белый король · g1 чёрный король | h8 чёрная ладья · c7 белая ладья · g6 белая пешка · a2 белый король · g1 чёрный король | h8 чёрная ладья · c7 белая ладья · g6 белая пешка · a2 белый король · g1 чёрный король | h8 чёрная ладья · c7 белая ладья · g6 белая пешка · a2 белый король · g1 чёрный король | h8 чёрная ладья · c7 белая ладья · g6 белая пешка · a2 белый король · g1 чёрный король | h8 чёрная ладья · c7 белая ладья · g6 белая пешка · a2 белый король · g1 чёрный король | 7 |
| 6 | h8 чёрная ладья · c7 белая ладья · g6 белая пешка · a2 белый король · g1 чёрный король | h8 чёрная ладья · c7 белая ладья · g6 белая пешка · a2 белый король · g1 чёрный король | h8 чёрная ладья · c7 белая ладья · g6 белая пешка · a2 белый король · g1 чёрный король | h8 чёрная ладья · c7 белая ладья · g6 белая пешка · a2 белый король · g1 чёрный король | h8 чёрная ладья · c7 белая ладья · g6 белая пешка · a2 белый король · g1 чёрный король | h8 чёрная ладья · c7 белая ладья · g6 белая пешка · a2 белый король · g1 чёрный король | h8 чёрная ладья · c7 белая ладья · g6 белая пешка · a2 белый король · g1 чёрный король | h8 чёрная ладья · c7 белая ладья · g6 белая пешка · a2 белый король · g1 чёрный король | 6 |
| 5 | h8 чёрная ладья · c7 белая ладья · g6 белая пешка · a2 белый король · g1 чёрный король | h8 чёрная ладья · c7 белая ладья · g6 белая пешка · a2 белый король · g1 чёрный король | h8 чёрная ладья · c7 белая ладья · g6 белая пешка · a2 белый король · g1 чёрный король | h8 чёрная ладья · c7 белая ладья · g6 белая пешка · a2 белый король · g1 чёрный король | h8 чёрная ладья · c7 белая ладья · g6 белая пешка · a2 белый король · g1 чёрный король | h8 чёрная ладья · c7 белая ладья · g6 белая пешка · a2 белый король · g1 чёрный король | h8 чёрная ладья · c7 белая ладья · g6 белая пешка · a2 белый король · g1 чёрный король | h8 чёрная ладья · c7 белая ладья · g6 белая пешка · a2 белый король · g1 чёрный король | 5 |
| 4 | h8 чёрная ладья · c7 белая ладья · g6 белая пешка · a2 белый король · g1 чёрный король | h8 чёрная ладья · c7 белая ладья · g6 белая пешка · a2 белый король · g1 чёрный король | h8 чёрная ладья · c7 белая ладья · g6 белая пешка · a2 белый король · g1 чёрный король | h8 чёрная ладья · c7 белая ладья · g6 белая пешка · a2 белый король · g1 чёрный король | h8 чёрная ладья · c7 белая ладья · g6 белая пешка · a2 белый король · g1 чёрный король | h8 чёрная ладья · c7 белая ладья · g6 белая пешка · a2 белый король · g1 чёрный король | h8 чёрная ладья · c7 белая ладья · g6 белая пешка · a2 белый король · g1 чёрный король | h8 чёрная ладья · c7 белая ладья · g6 белая пешка · a2 белый король · g1 чёрный король | 4 |
| 3 | h8 чёрная ладья · c7 белая ладья · g6 белая пешка · a2 белый король · g1 чёрный король | h8 чёрная ладья · c7 белая ладья · g6 белая пешка · a2 белый король · g1 чёрный король | h8 чёрная ладья · c7 белая ладья · g6 белая пешка · a2 белый король · g1 чёрный король | h8 чёрная ладья · c7 белая ладья · g6 белая пешка · a2 белый король · g1 чёрный король | h8 чёрная ладья · c7 белая ладья · g6 белая пешка · a2 белый король · g1 чёрный король | h8 чёрная ладья · c7 белая ладья · g6 белая пешка · a2 белый король · g1 чёрный король | h8 чёрная ладья · c7 белая ладья · g6 белая пешка · a2 белый король · g1 чёрный король | h8 чёрная ладья · c7 белая ладья · g6 белая пешка · a2 белый король · g1 чёрный король | 3 |
| 2 | h8 чёрная ладья · c7 белая ладья · g6 белая пешка · a2 белый король · g1 чёрный король | h8 чёрная ладья · c7 белая ладья · g6 белая пешка · a2 белый король · g1 чёрный король | h8 чёрная ладья · c7 белая ладья · g6 белая пешка · a2 белый король · g1 чёрный король | h8 чёрная ладья · c7 белая ладья · g6 белая пешка · a2 белый король · g1 чёрный король | h8 чёрная ладья · c7 белая ладья · g6 белая пешка · a2 белый король · g1 чёрный король | h8 чёрная ладья · c7 белая ладья · g6 белая пешка · a2 белый король · g1 чёрный король | h8 чёрная ладья · c7 белая ладья · g6 белая пешка · a2 белый король · g1 чёрный король | h8 чёрная ладья · c7 белая ладья · g6 белая пешка · a2 белый король · g1 чёрный король | 2 |
| 1 | h8 чёрная ладья · c7 белая ладья · g6 белая пешка · a2 белый король · g1 чёрный король | h8 чёрная ладья · c7 белая ладья · g6 белая пешка · a2 белый король · g1 чёрный король | h8 чёрная ладья · c7 белая ладья · g6 белая пешка · a2 белый король · g1 чёрный король | h8 чёрная ладья · c7 белая ладья · g6 белая пешка · a2 белый король · g1 чёрный король | h8 чёрная ладья · c7 белая ладья · g6 белая пешка · a2 белый король · g1 чёрный король | h8 чёрная ладья · c7 белая ладья · g6 белая пешка · a2 белый король · g1 чёрный король | h8 чёрная ладья · c7 белая ладья · g6 белая пешка · a2 белый король · g1 чёрный король | h8 чёрная ладья · c7 белая ладья · g6 белая пешка · a2 белый король · g1 чёрный король | 1 |
|   | a                                                                                      | b                                                                                      | c                                                                                      | d                                                                                      | e                                                                                      | f                                                                                      | g                                                                                      | h                                                                                      |   |

1.g7!
 Ошибочно 1. Крb3? Лh5! 2.g7 Лg5 3.Крс4 Kpg2 4.Kpd4 Kpg3 5.Кре4 Kpg4 6.Лf7 Kpg3 7.Ла7 Kpg4 8.Ла1 Крh3 9.Лh1+ Kpg2 10.Лh7 Kpg3 — ничья.

1. … Лb8 2.Лb7!! (2.Лf7? Лg8! 3.Крb3 Kpg2 4.Крс4 Kpg3 5.Kpd5 Kpg4 6.Кре6 Kpg5 — ничья, так как поле f7 заблокировано).

2. … Лс8 3.Крb3 Kpg2 4.Лс7! Лd8 5.Крс4 Kpg3 6.Лd7! Ле8 7.Kpd5 Kpg4 8.Ле7! Лg8 9.Кре6 Kpg5 10.Kpf7 и выигрывают.

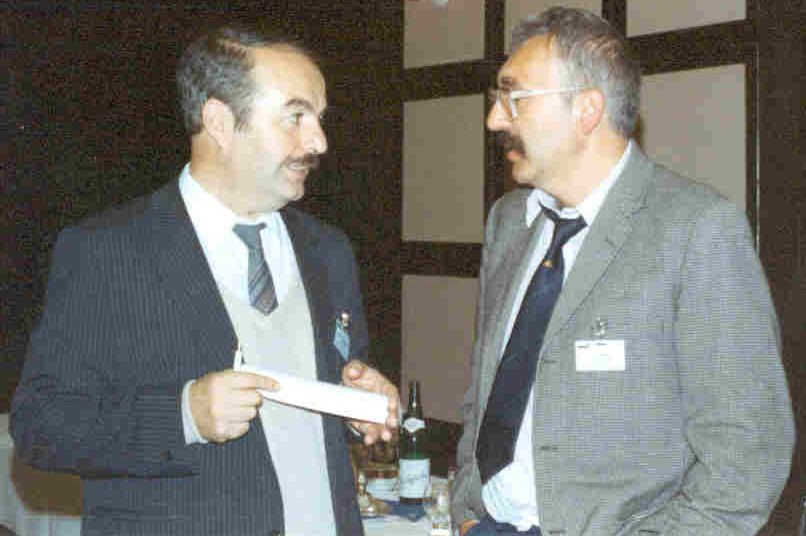
Давид Гургенидзе и Ян Русинек на конгрессе PCCC в Братиславе, 1993